# Grijskeeldwerglijster
De grijskeeldwerglijster (Catharus gracilirostris) is een vogelsoort uit de familie lijsters (Turdidae).

## Verspreiding en leefgebied
Deze soort komt voor in Costa Rica en Panama en telt 2 ondersoorten:
- Catharus gracilirostris gracilirostris: in vochtige bergwouden van Costa Rica.
- Catharus gracilirostris accentor: in vochtige bergwouden van westelijk Panama.